# الهند كقوة عظمى صاعدة
تُعتبر جمهورية الهند إحدى القوى العظمى الصاعدة في العالم. يُعزا هذا الاحتمال إلى عدة عوامل، لعل أبرزها اتجاهات البلد الديموغرافية والاقتصاد المتوسع بسرعة. في عام 2015، أصبحت الهند أسرع اقتصاد نموًا في العالم إذ قُدرت نسبة زيادة الناتج الإجمالي المحلي بـ 7.5% (بمعايير نصف السنة). يجب أن تتغلب البلد على عدة مشاكل اقتصادية واجتماعية وسياسية قبل أن تُعتبر قوة عظمى. لا تُعد الهند في الوقت الحالي مؤثرة على الساحة العالمية إذا ما قورنت بالولايات المتحدة أو الاتحاد السوفييتي سابقًا وجارتها الصين.

## العوامل المساعدة
تقع الهند في المنطقة الثقافية للمحيط الهندي -وهي منطقة تتمتع باحتمال نمو غير مسبوق بمقاييس التجارة بين المحيطات، بطرق تجارة أوراسية وأفروآسيوية تمر خلال المياه الإقليمية الهندية. تبقى الأرض وموارد المياه لشبه القارة، رغم كونها متوترة، محافظةً على عدد سكانها الضخم. وفقًا لجورج كورزون ماركيز كورزن الكيدلستوني الأول في الإمبراطورية البريطانية:
«يُعد الموقع المركزي للهند ومواردها الضخمة وازدحامها الزاخر بالبشر ومرافئها التجارية الضخمة واحتياطيها من القوة العسكرية وجاهزيتها لتزويد الجيش بحالة من الكفاءة والقدرة على الزج بنفسه في أي وقت في آسيا أو إفريقيا، من الأصول ذات القيمة العالية. في الغرب، يجب أن تمارس الهند تأثيرًا نافذًا على مصائر إيران وأفغانستان؛ في الشمال يمكنها صد أي عدوان على التيبت، في الشمال الغربي يمكنها ممارسة ضغط شديد على الصين، وتُعد الهند إحدى حماة الوجود المستقل لمملكة تايلند. إن سيطرة الإمبراطورية البريطانية على الهند يعطيها وصولها العالمي».

### إيجابيات الموقع المستقبلية الممكنة

#### الطاقة
في المستقبل، يُتوقع أن يخرج العالم من حقبة الوقود الأحفوري، ومن المحتمل أيضًا عصر الطاقة النووية، وأن يدخل عصر الطاقة المتجددة أو أبعد من ذلك إلى عصر طاقة الاندماج، إذا ما أصبحت هذه التقنيات مستدامة اقتصاديًا. لكونها تقع في منطقة الحزام الشمسي الاستوائي يمكن لشبه القارة الهندية الاستفادة بشكل كبير من الاتجاه نحو الطاقة المتجددة، إذ تمتلك التوليفة المثالية من الإشعاع الشمسي وقاعدة استهلاكية كثيفة. على سبيل المثال، باعتبار تكاليف استهلاك الطاقة للتحكم بدرجة الحرارة (وهو عامل هام يؤثر على حدة الطاقة في المنطقة) والحقيقة أن متطلبات أحمال التبريد، على عكس التسخين، متقاربة في المرحلة مع حدة الشمس، ويمكن أن ينتج التبريد من الإشعاع الشمسي المفرط طاقةً كبيرة (وبالتالي فائدة اقتصادية كبيرة) في شبه القارة عندما تصبح التقنية المطلوبة رخيصةً بصورة جماعية. تمتلك الهند أيضًا 25% من مصادر العالم من الثوريوم.

### العوامل الديموغرافية

#### تعداد السكان العالي
تمتلك الهند ثاني أكبر عدد سكان في العالم، يُقدر معدل نمو السكان في الهند بـ 1.1. هناك عدد كبير جدًا من سكان الهند، تقريبًا 50%، تحت عمر الرابعة والعشرين. يوفر هذا العدد للدولة قوة عاملة كبيرة لعقود طويلة ما يساعد في نموها.

#### الشعب الشاب
تمتلك الهند -بسبب معدل الولادات المرتفع- شعبًا شابًا إذا ما قورنت بدول متقدمة أخرى. تمتلك الهند ما يقارب من 65% من الشعب تحت عمر الخامسة والثلاثين. إضافةً لذلك، بدأ معدل الخصوبة بخفض معدل إعالة الشباب ما يُنتج عائدًا ديموغرافيًا. في العقود القادمة، بينما ستشاهد الدول النافذة انخفاضًا في القوة العاملة يُتوقع أن تشهد الهند ارتفاعًا في القوة العاملة. على سبيل المثال، تجاوزت أوروبا نافذتها الديموغرافية بشكل صريح ودخلت الولايات المتحدة في نافذتها الدموغرافية منذ عام 1970 (حتى عام 2015)، دخلت الصين في نافذتها الديموغرافية منذ عام 1990 (وستستمر حتى عام 2025)، دخلت الهند في نافذتها الديموغرافية منذ عام 2010 ويتوقع أن تستمر حتى عام 2050. بكلمات أخرى للعالم الهندي ريجاول كريم لاسكار: «بينما يحتل المتقدمون في السن النمو الاقتصادي في دول متقدمة، ستكون الهند مترعةً بقوة الشباب». إقليميًا، يُفترض أن تحافظ منطقة جنوب آسيا على أكثر مظهر ديموغرافي شبابي بعد إفريقيا والشرق الأوسط، إذ ستستمر النافذة بالتوسع حتى سبعينيات القرن الحالي.

#### الشتات العالمي
يعيش أكثر من 35 مليون هندي حول العالم. في ظل فرص ضعيفة، أصبح هؤلاء الهنود ناجحين سوسيواقتصاديًا، لا سيما في الولايات المتحدة والمملكة المتحدة، إذ يُعتبرون هناك أعلى شريحة ديموغرافية تتقاضى الرواتب.

#### مهارات اللغة الأجنبية
تُعد أهمية اللغة الإنجليزية في القرن الواحد والعشرين موضوعًا للنقاش، رغم أن اتساع رقعة المتحدثين غير الأصليين للغة الإنجليزية يجعلها أفضل منافس في وضع اللغة العالمية. للمصادفة، تمتلك الهند أكبر عدد سكان في العالم يفهم ويتحدث اللغة الإنجليزية. تمتلك الهند إحدى أكبر القوى العاملة من المهندسين والأطباء وباقي المهن الأساسية التي يتقن ممارسوها اللغة الإنجليزية. تملك الهند ثاني أكبر عدد من متحدثي الإنجليزية بطلاقة وتسبقها فقط الولايات المتحدة، إذ يتراوح العدد بين 150 و250 مليون متحدث، ويتوقع أن تصبح الأولى في العقود القادمة. يتعلم الهنود أيضًا الهولندية والإيطالية والفرنسية واليابانية والكورية والصينية الماندرين والروسية والألمانية والإسبانية.

### العوامل السياسية

#### الجمهورية الديمقراطية
تُعد الهند أكبر دولة ديمقراطية في العالم، إذ تكبُر ثاني دولة ديمقراطية (الولايات المتحدة) في العالم بثلاثة أضعاف. تُعد الهند ناجحة سياسيًا حتى الآن، لا سيما عند اعتبار فعاليتها رغم تكوينها الإثني المعقد. زادت حقيقة أن الهند دولة ديمقراطية من علاقاتها مع دول ديمقراطية أخرى وزادت بشكل ملحوظ من علاقاتها مع الدول المنتمية إلى مجموعة العالم المتقدم.

#### الترشح لمجلس الأمن
ضغطت الهند للحصول على مقعد دائم في مجلس الأمن التابع للأمم المتحدة (بصفتها عضوًا من مجموعة الأربعة) ولكن بشرط ألّا تستخدم حق النقض (الفيتو) للأعوام الخمسة عشر التالية. تلقت الهند دعمًا من الولايات المتحدة وفرنسا وروسيا والمملكة المتحدة. ولكن يبقى موقف الصين غير واضح.

#### العلاقات الخارجية
طورت الهند علاقات مع القوى العالمية مثل الاتحاد الأوروبي واليابان وروسيا والولايات المتحدة. طورت علاقات أيضًا مع الاتحاد الإفريقي (خصوصًا مع جنوب إفريقيا) والعالم العربي وجنوب شرق آسيا ودول أمريكا اللاتينية (خصوصا مع البرازيل). لجعل البيئة المحيطة مناسبة للنمو الاقتصادي، تستثمر الهند بعلاقاتها مع الصين. حسنت الهند من صورتها بشكل ملحوظ بين الدول الغربية ووقعت اتفاقية نووية مدنية مع الولايات المتحدة في مارس عام 2006. تعمل الهند لتحسين علاقاتها مع باكستان.

#### دور الهند في العلاقات الدولية
تاريخيًا، كانت الهند إحدى مؤسسي حركة عدم الانحياز، وامتلكت علاقات جيدة مع الاتحاد السوفييتي وأطراف أخرى من العالم الغربي. لعبت الهند دورًا إقليميًا في الشؤون الجنوب آسيوية، على سبيل المثال استخدامها لقوة حفظ السلام الهندية في حرب تحرير بنغلادش وفي سيرلانكا أيضًا. اتخذت الهند مبادرة رائدة لتحسين العلاقات بين الدول الإفريقية والآسيوية. تُعد الهند عضوًا فاعلًا في منظمة الكومنولث ومنظمة التجارة العالمية. يؤثر تداخل التطورالاقتصادي بالسياسة في الغرب وفي آسيا على المزاج الهندي للانحراف من أجل التداخل مع الاقتصاد العالمي. حاليًا، تتأثر تحركات الهند السياسة بالضرورات الاقتصادية. يُلاحظ أن نيودلهي تدخل بحذر وببطء وأحيانًا بتردد لتحتل واحد من المقعدين الأساسيين للقوة السياسية في آسيا تمتلك الصين المقعد الثاني. تصور المفكرون المتنورون في شبه القارة وجود -على المدى الطويل- نموذج لمنطقة تجارة حرة في جنوب آسيا وربما اتحاد أيضًا تتخلى فيه دول جنوب آسيا عن العداوات القديمة وتتحرك لصنع نمو اقتصادي في ظاهرة تعم شبه القارة كاملة.